# Walther Mayer
Pour les articles homonymes, voir Mayer.
Walther Mayer, né le 11 mars 1887 à Graz et mort le 10 septembre 1948 à Princeton, est un mathématicien autrichien.

## Biographie
Mayer fut étudiant à École polytechnique fédérale de Zurich et à la faculté des sciences de Paris avant de recevoir son doctorat en 1912 de l'université de Vienne. Après avoir combattu durant la Première Guerre mondiale, il fut Privatdozent à Vienne. Il est connu pour ses travaux en topologie (suite de Mayer-Vietoris) et en géométrie différentielle, publiant en 1930 avec Adalbert Duschek (de) un manuel de référence en deux volumes, Lehrbuch der Differentialgeometrie. En 1929, il devint l'assistant d'Einstein, avec pour mission de travailler avec lui sur le téléparallélisme (en). Il collabora avec Einstein de 1931 à 1936 sur la théorie de la relativité. En 1933, après l'arrivée de Hitler au pouvoir, Mayer, qui était juif, suivit Einstein aux États-Unis et devint chercheur associé en mathématiques à l'Institute for Advanced Study, à Princeton, où il resta jusqu'à sa mort.